# NGC 7251
NGC 7251 este o galaxie situată în constelația Vărsătorul. A fost descoperită în 6 septembrie 1793 de către William Herschel. Se află la o distanță de 67,35 de megaparseci de Pământ.